# ボーモン＝ル＝ロジェ
ボーモン＝ル＝ロジェ （Beaumont-le-Roger）は、フランス、ノルマンディー地域圏、ウール県のコミューン。

## 地理

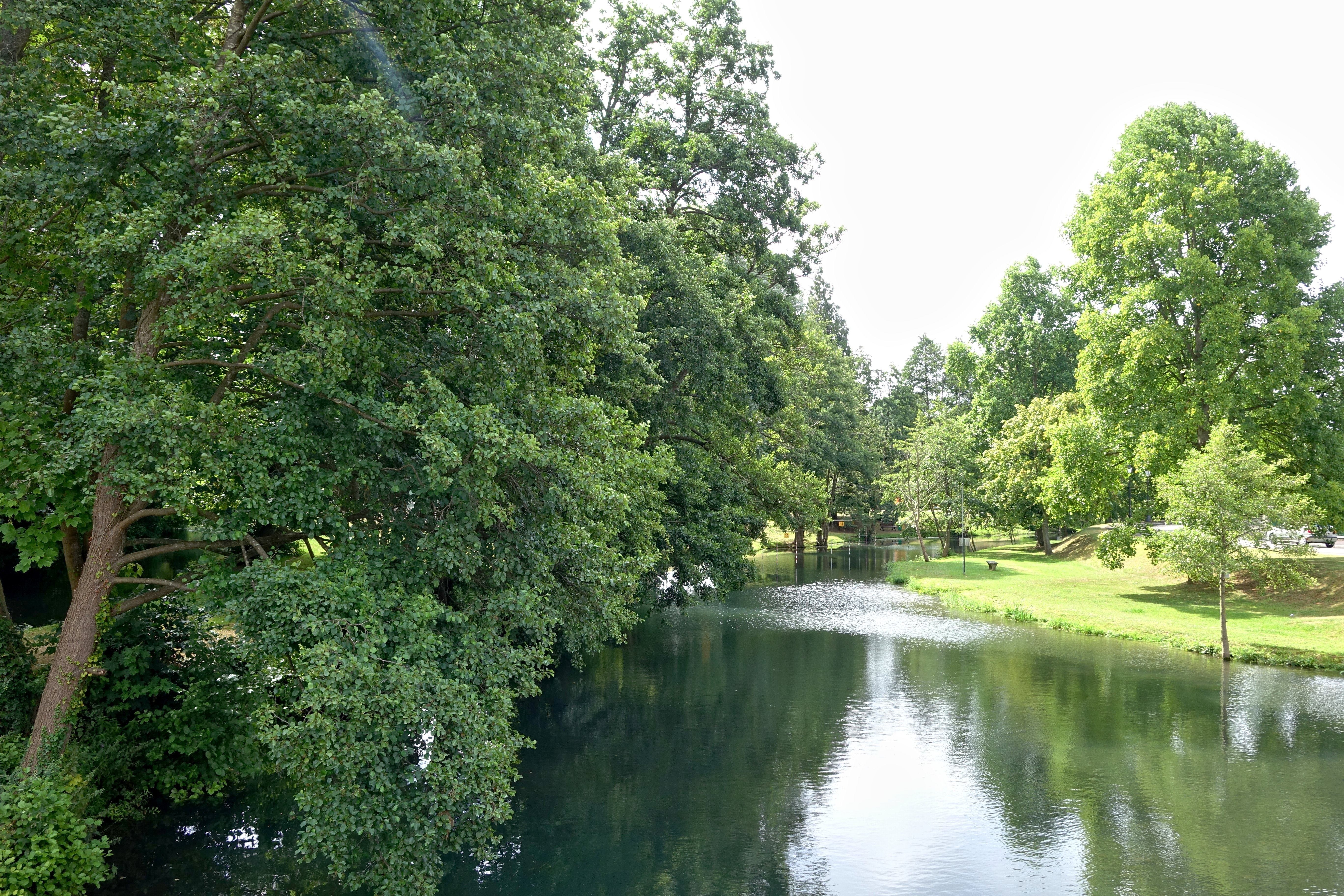
リル川

ボーモン＝ル＝ロジェは、リル川谷の中心にある、ペイ・ドゥシュ地方のコミューンである。
ボーモン＝ル＝ロジェは、同名の森の端に位置している。森は面積が3600ヘクタールあって、4つのコミューンにまたがる。森は、ノルマンディー最大の私有森林である。
エヴルーからおよそ30km離れている。

## 由来
コミューンは、ロジェ・ド・ボーモン（fr）に敬意を表して名づけられている。彼はノルマンディー公およびイングランド王であるウィリアム征服王の顧問で、11世紀に町の最初の領主となった。ロジェはイングランド貴族ウォリック伯の直接の祖である。

## 歴史
ボーモン＝ル＝ロジェは、領主ロジェ・ド・ボーモンの名を冠す以前は単にボーモンという地名だった。その後、ヴィエイユ、ブール・デシュの両地区からなるボーモン・ラ・ヴィルを含んだボーモンの周囲で都市が成長していった。彼は、サント・トリニテ修道院、サン・ニコラ教会、現在痕跡のない城、の創建者だった。
ボーモンはかつてノルマンディー公の領地に含まれ、1008年にジュディット・ド・ブルターニュ（ノルマンディー公リシャール2世妃）がベルネーのノートル・ダム修道院にボーモンを寄進した際に公領から割譲された。
1310年までボーモンはフランス王領であったが、フランス王フィリップ端麗王がボーモンを伯爵領に格上げし、ロベール3世・ダルトワにアパナージュとして授けた。
1651年、封土はスダン公領と引き換えにブイヨン公に与えられた。
第二次世界大戦中、ドイツ軍が建設した大規模な航空基地に近接していたため、ボーモン＝ル＝ロジェは数回の爆撃を受け、サン・ニコラ教会は大規模損壊し、大部分が再建された。市街の半分以上、約60％が破壊され、クロワ・ド・ゲール勲章が自治体に授けられた。

## 人口統計
| 1962年 | 1968年 | 1975年 | 1982年 | 1990年 | 1999年 | 2006年 | 2015年 |
| ------ | ------ | ------ | ------ | ------ | ------ | ------ | ------ |
| 2740   | 2871   | 2828   | 2711   | 2694   | 2818   | 2914   | 3012   |

参照元:1962年から1999年までは複数コミューンに住所登録をする者の重複分を除いたもの。それ以降は当該コミューンの人口統計によるもの。1999年までEHESS/Cassini、2006年以降INSEE。

## 史跡
- サン・ニコラ教会 - 12世紀。歴史的記念物[6]
- オンのマノワール - リル川に面して建てられた16世紀の邸宅。歴史的記念物[7]
- サント・トリニテ修道院 - 11世紀。最初は参事会教会であったが、12世紀からベックのノートル・ダム修道院傘下の小修道院に。16世紀以降徐々に衰退。現在は廃墟。歴史的記念物[8]

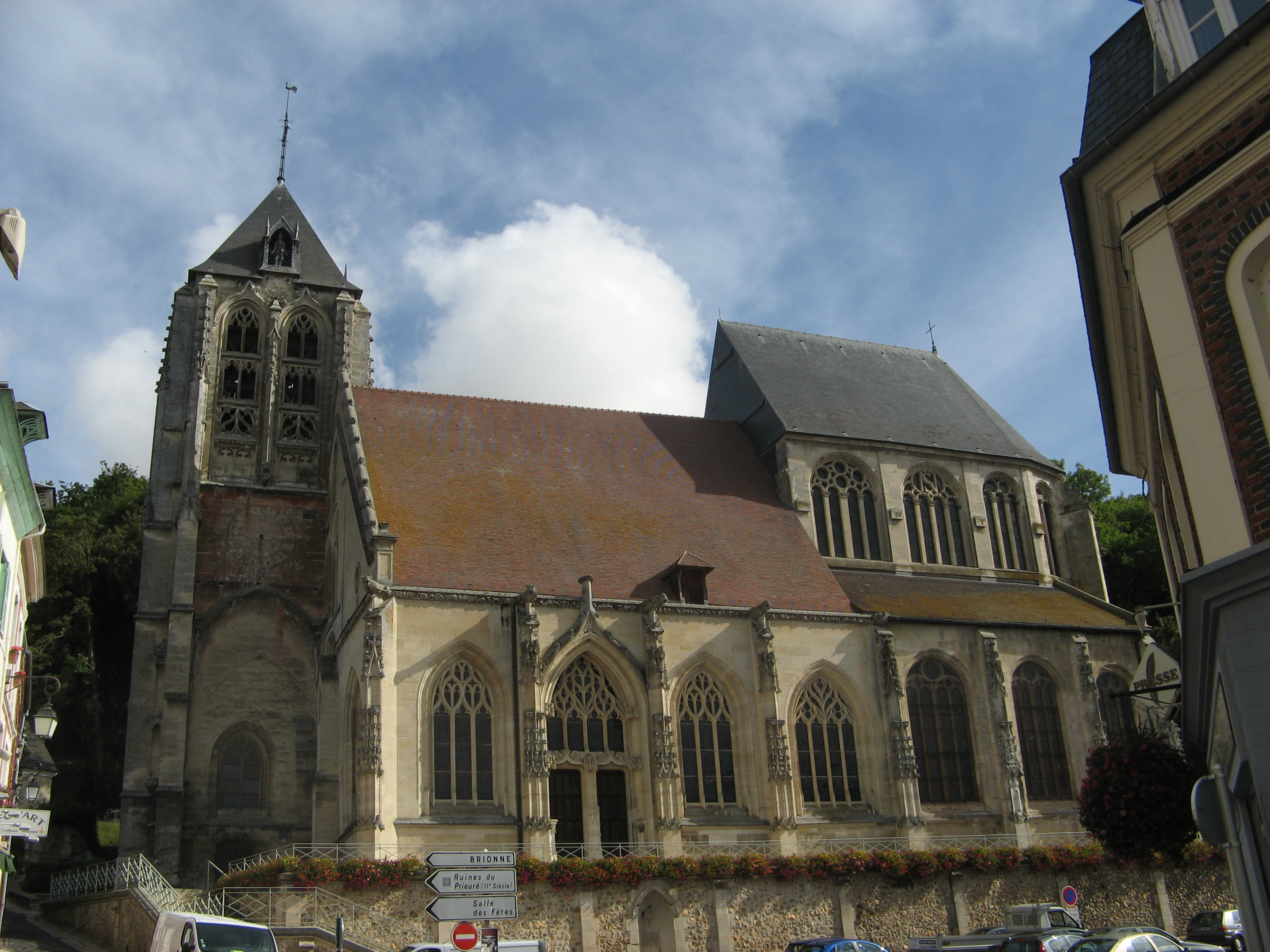
サン・ニコラ教会
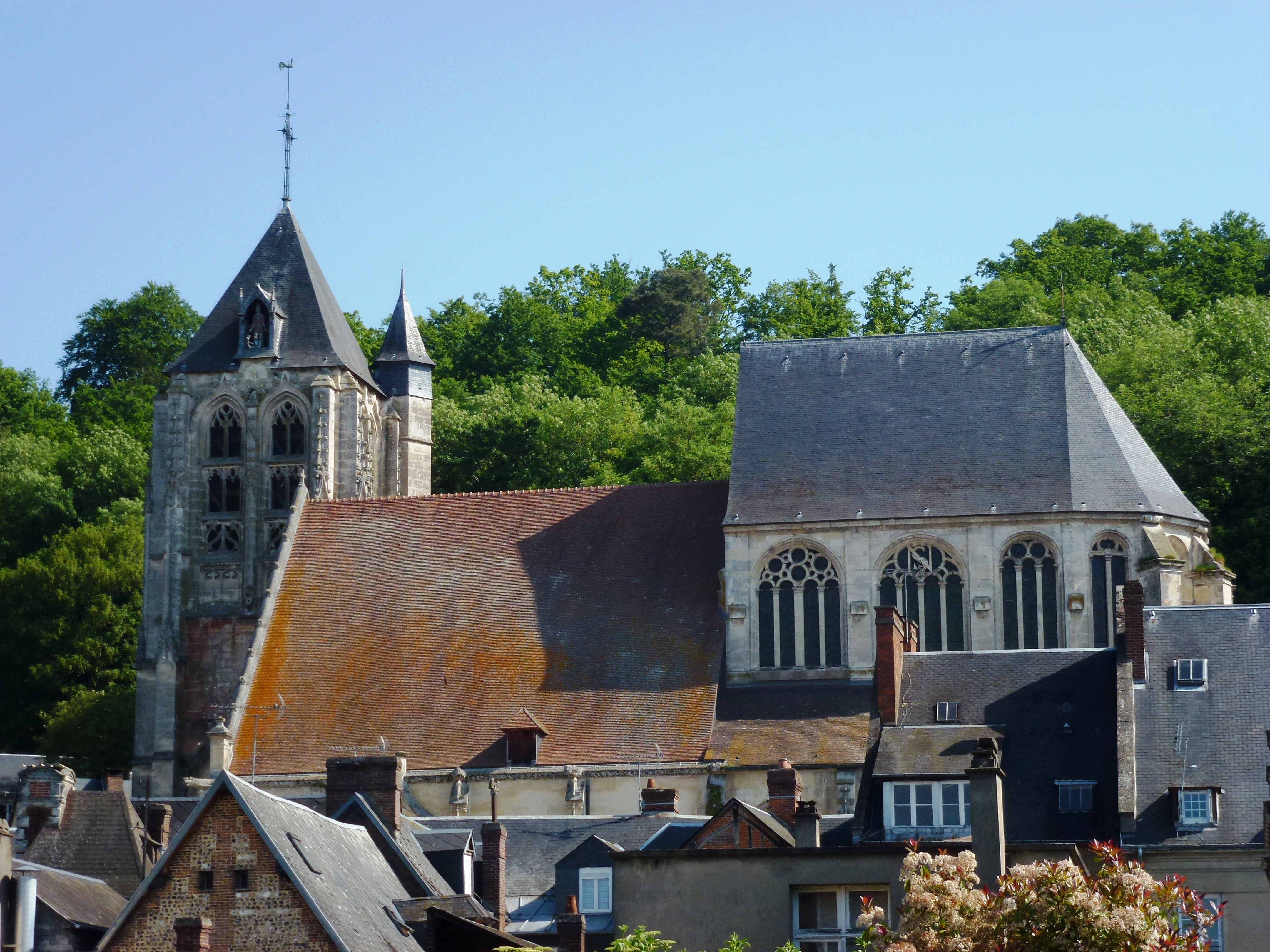
サン・ニコラ教会
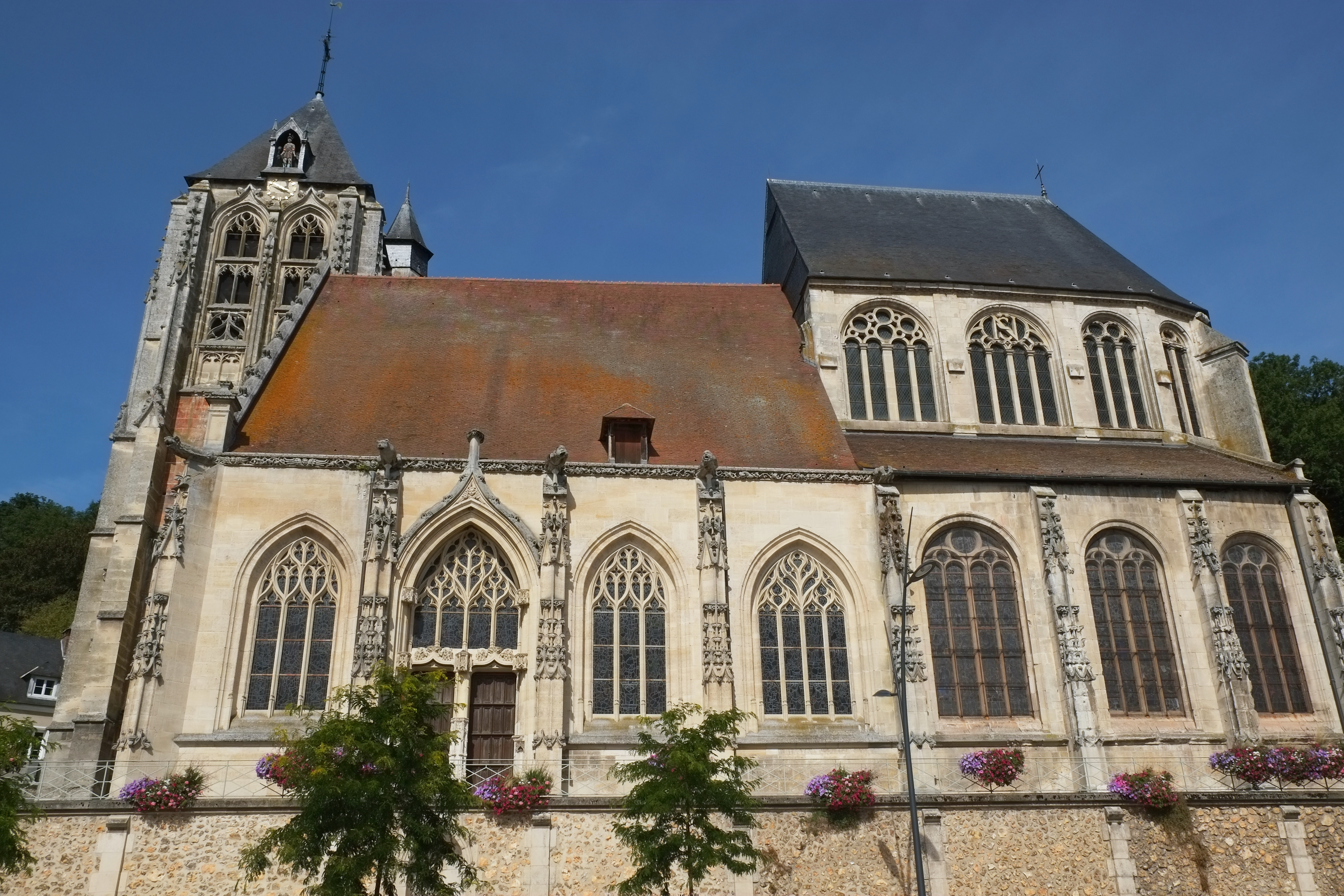
サン・ニコラ教会
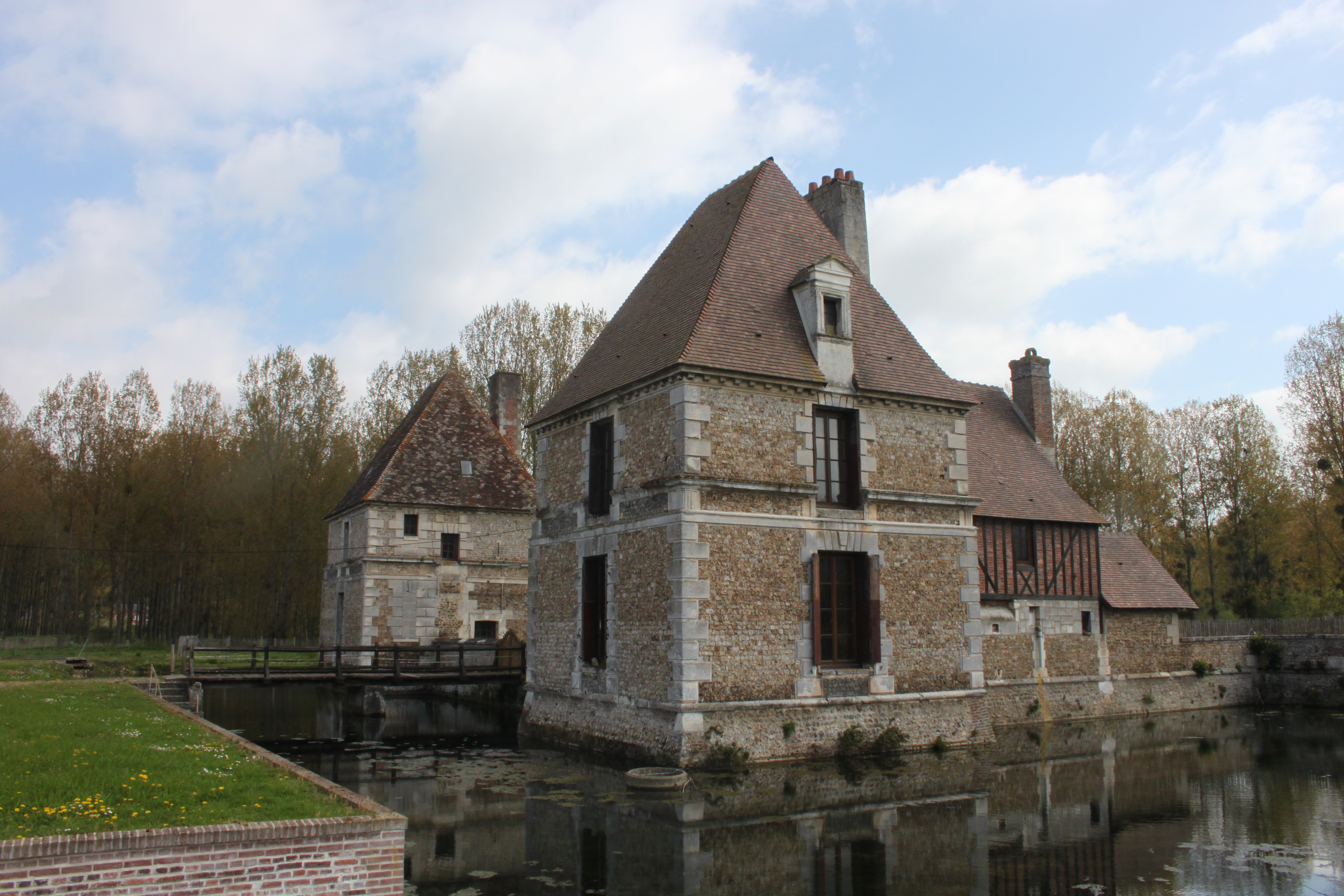
マノワール
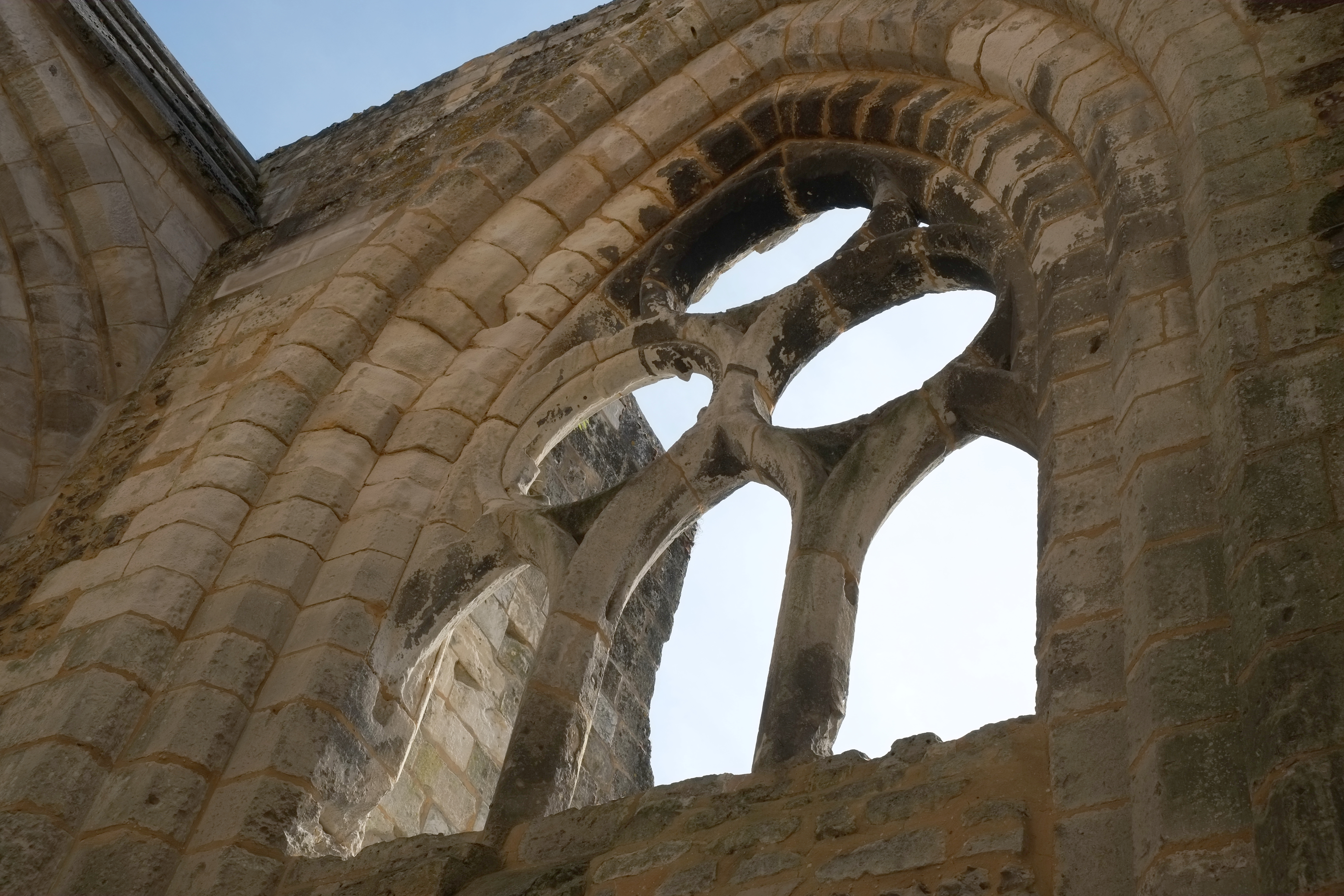
サント・トリニテ修道院
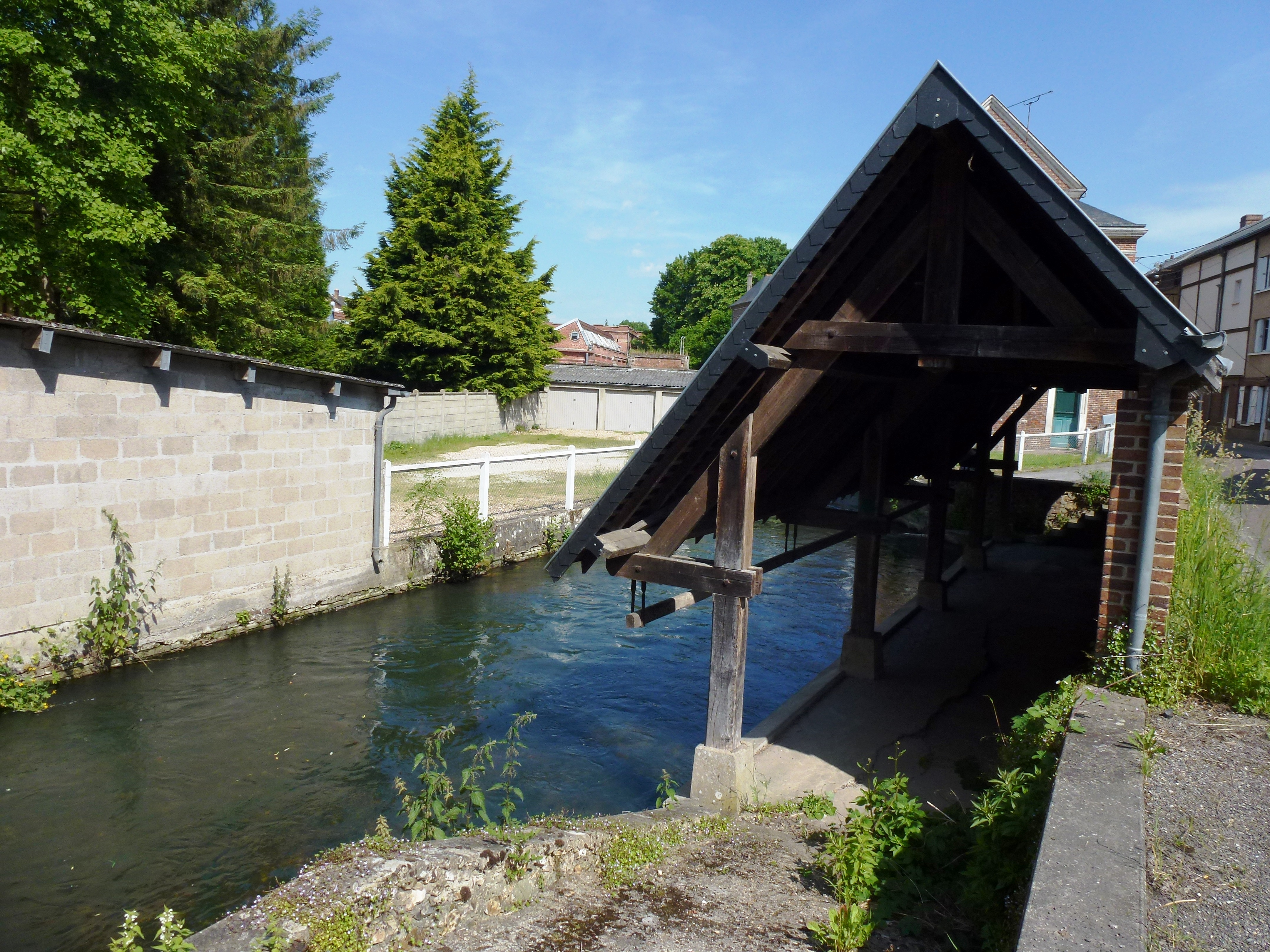
洗濯場
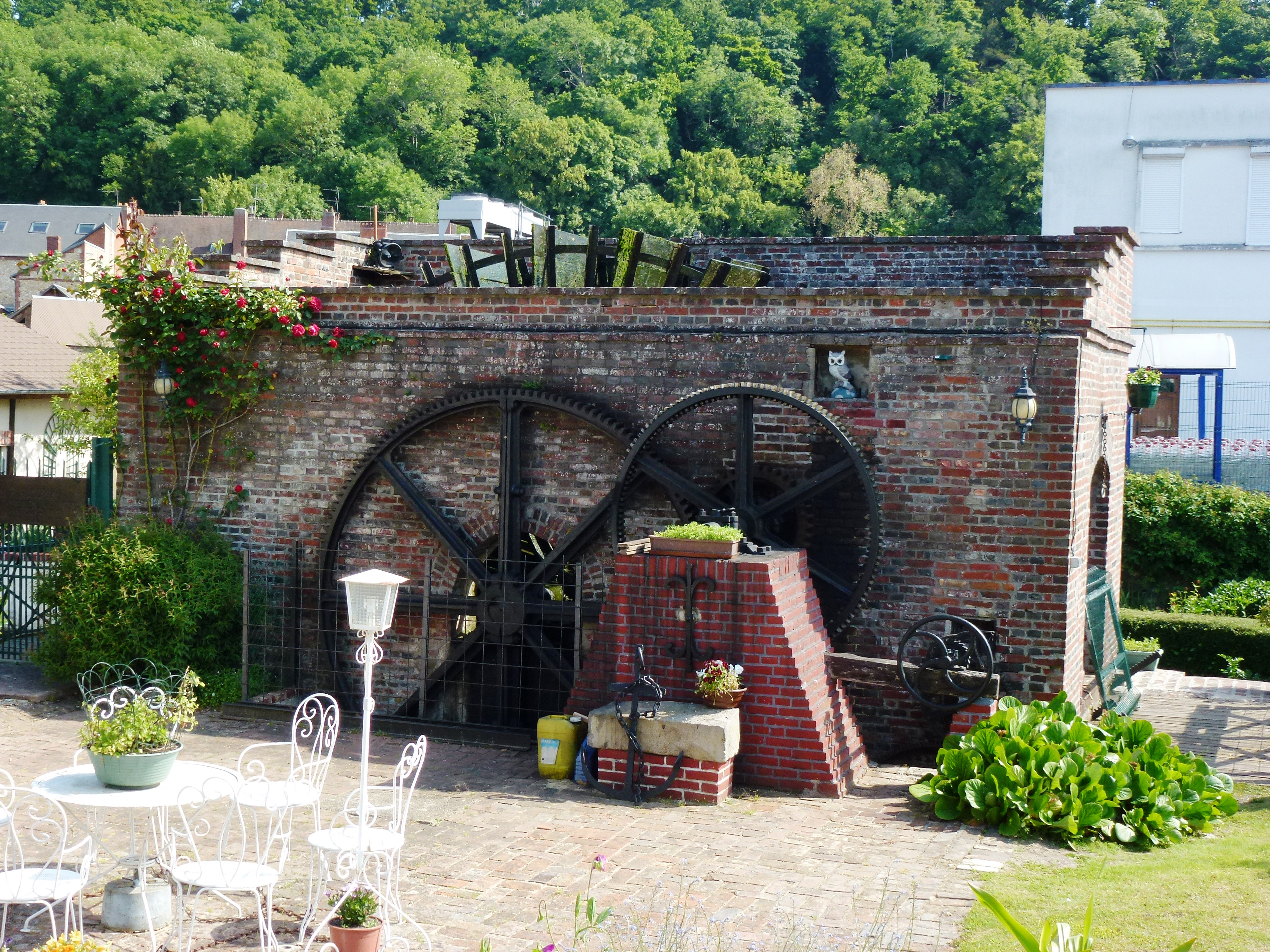
水車

## 姉妹都市
- オーバーズルム、ドイツ
- Hercegkút、ハンガリー
- ウォトン・アンダー・エッジ、イギリス